# Władysław Ohiria
Władysław Łeonidowycz Ohiria, ukr. Владислав Леонідович Огіря (ur. 3 kwietnia 1990 w m. Hirśke, w obwodzie ługańskim) – ukraiński piłkarz, grający na pozycji pomocnika.

## Kariera piłkarska

### Kariera klubowa
Wychowanek Ługańskiej Wyższej Szkoły Kultury Fizycznej (ŁWUFK), barwy której bronił w juniorskich mistrzostwach Ukrainy (DJuFL). Karierę piłkarską rozpoczął 8 sierpnia 2009 w składzie Zorii Ługańsk. Podczas przerwy zimowej sezonu 2009/10 dołączył do Arsenału Biała Cerkiew. Latem 2011 został wypożyczony do Olimpika Donieck, z którym w 2013 podpisał nowy kontrakt. W końcu lipca 2016 przeszedł do FK Ołeksandrija. 9 lipca 2017 przeszedł do Irtyszu Pawłodar. 20 stycznia 2018 zasilił skład Desny Czernihów.

### Kariera reprezentacyjna
Występował w juniorskiej reprezentacji Ukrainy U-19.

## Sukcesy i odznaczenia

### Sukcesy klubowe
- mistrz Pierwszej ligi Ukrainy: 2014